# İpek Erdem
İpek Erdem (* 1984 in Bursa) ist eine türkische Schauspielerin.

## Biografie
Erdem wurde 1984 in Bursa geboren. Sie studierte am Konservatorium der Universität Istanbul. Ihr Debüt gab sie 2003 in  der Fernsehserie Hayat Bilgisi. Anschließend war sie 2006 in Karınca Yuvası zu sehen. 2007 bekam sie in Aşk Kapıyı Çalınca eine Hauptrolle. Von 2007 bis 2009 trat Erdem in Elveda Rumeli auf. Zwischen 2013 und 2014 spielte sie in der Serie Lale Devri mit. Unter anderem setzte sie 2019 ihre Karriere in Kuzgun fort. Außerdem wurde Erdem 2020 für die Serie Çıplak gecastet.

## Filmografie
Serien
- 2003–2006: Hayat Bilgisi
- 2006: Karınca Yuvası
- 2007: Aşk Kapıyı Çalınca
- 2007–2009: Elveda Rumeli
- 2008: Aman Annem Görmesin
- 2009: Beş Şehir
- 2010–2012: Yer Gök Aşk
- 2013: Böyle Bitmesin
- 2013–2014: Lale Devri
- 2015: Eve Dönüş
- 2019: Kuzgun
- 2020: Çıplak